# Лука (Печерський)
Лука, економ Печерський (XIII століття, Київ) — чернець Києво-Печерського монастиря. Давньоруський святий, преподобний. Пам'ять 6 (19) листопада, а також 28 вересня (11 жовтня) в рамках собору преподобних отців Києво-Печерських, які у Ближніх печерах спочивають. 
Біографічні дані невідомі. Можливо, займався веденням господарства обителі. Його мощі спочивають у Ближніх печерах. 
Збереглося зображення ченця в монументальних розписах лаврських храмів.

## Джерело
- Словник персоналій Національного Києво-Печерського історико-культурного заповідника[недоступне посилання з липня 2019] — ресурс використано за дозволом видавця.